# Gordon's Gin
Gordon's è un marchio di gin prodotto dalla multinazionale Diageo. È uno dei gin più venduti al mondo.

## Storia
Il marchio Gordon's venne creato da Alexander Gordon, un londinese di origini scozzesi che nel 1769 aprì una distilleria a Southwark, trasferendola nel 1786 a Clerkenwell. A partire dal 1898 l'azienda si unì alla distilleria Tanqueray, creando la Tanqueray Gordon & Co., la più grande azienda produttrice di gin a livello mondiale , rilevata nel 1922 dalla Distillers Company. Nel 1962 il Gordon's era il gin più venduto al mondo. A partire dal 1998 l'azienda ha trasferito la produzione a Fife, in Scozia.

## Prodotto
Il gin Gordon's contiene alcool, bacche di ginepro, semi di coriandolo, buccia di limone, angelica, e altre erbe aromatiche e subisce una tripla distillazione. La miscela esatta è conosciuta solamente da undici persone. Per la produzione di questo gin vengono selezionate oltre tremila erbe aromatiche. Le bacche di ginepro dopo la raccolta vengono conservate e stagionate per due anni, così da intensificarne e addolcirne i sapori.

## Varianti
- Gordon's London dry gin: versione classica, 37,5% vol.[8]
- Gordon's London special dry gin: sapore secco con accenni di scorza di limone e coriandolo, 37,5% vol.[8]
- Gordon's Premium Pink: aromatizzato al lampone, fragole e ribes rosso, 37,5% vol.[8]
- Gordon's Sloe gin: aromatizzato alla prugna e al ribes nero, 26% vol.[8]
- Gordon's Spot ederflower: aromatizzato ai fiori di sambuco, 37,5% vol.[8]
- Gordon's Crisp cucumber: aromatizzato al cetriolo, 37,5% vol.[9]

## Degustazione
Il prodotto può essere degustato liscio, con aggiunta di ghiaccio o miscelato in diversi cocktails e long drink.